# Marta Marrero
Marta Marrero Marrero (Las Palmas de Gran Canaria, 1983. január 16. –) spanyol teniszezőnő. 1998-ban kezdte profi pályafutását, nyolc egyéni és öt páros ITF-torna győztese.

## Év végi világranglista-helyezései
| Év       | 1998 | 1999 | 2000 | 2001 | 2002 | 2003 | 2004 | 2005 | 2007 | 2008 |
| Helyezés | 350. | 145. | 70.  | 61.  | 86.  | 109. | 47.  | 278. | 197. | 451. |

## Külső hivatkozások
- Marta Marrero profilja a WTA oldalán (angolul)